# Чортківський округ (ЗУНР)
Чортківський округ ЗУНР, також Чортківська військова округа ЗУНР — військово-адміністративна субодиниця ЗУНР. Створений згідно адміністративного поділу держави. Входив до складу Тернопільської військової області ЗУНР. Включав у себе адміністративні Борщівський, Бучацький, Гусятинський, Заліщицький, Чортківський повіти ЗУНР. Дата створення — 13 листопада 1918 року, розпорядження № 3 Державного секретаріату військових справ ЗУНР.
Командант (командувач) — Оробко Василь.